# Рефракторен телескоп
Рефракторният телескоп е оптичен телескоп, който използва комбинация от лещи, за да пречупва светлината. За разлика от рефракторните, рефлекторните телескопи използват не лещи, а огледала. Макар големите рефракторни телескопи да са много популярни през втората половина на 19 век, за изследванията през следващите години се използват рефклетнорни такива, тъй като имат по-големи апертури. Увеличението на рефрактора се изчислява като се раздели фокусното разстояние на обектива на това на окуляра.
Рефракторните телескопи обикновено имат леща отпред, дълга тръба след нея и окуляр най-отзад, където се фокусира изображението. Първоначално тези телескопи имат обектив с една леща, но век по-късно вече разполагат с по две и дори три лещи. Технологията на рефракторния телескоп се прилага и при други оптични устройства, като например бинокли и вариообективи.
Рефракторният телескоп е най-ранният вид оптичен телескоп. Първият такъв телескоп се появява в Нидерландия през 1608 г., когато очиларят от Миделбьорг Йохан Липерсхей прави неуспешен опит да патентова един. Новините относно опита за патент се разпространяват бързо и Галилео Галилей разбира за изобретението във Венеция през май 1609 г. Той решава да построи свой собствен телескоп с цел да изследва космоса.